# Traité de paix lituano-soviétique de 1920

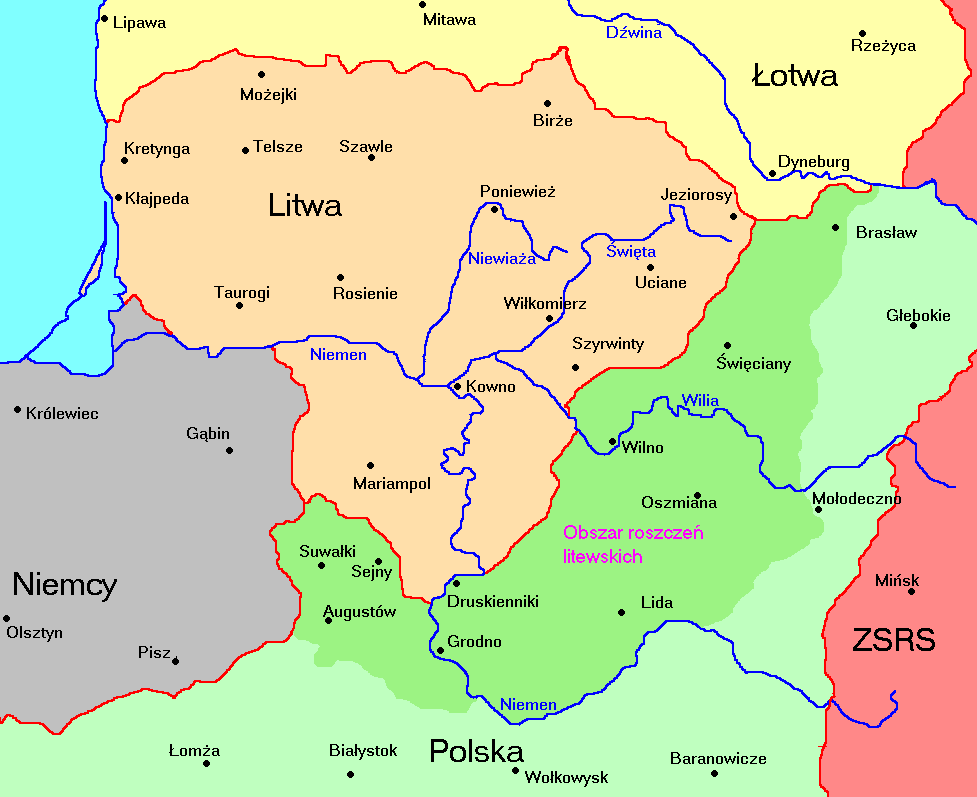
Carte de la Lituanie et de ses revendications territoriales en Pologne.

Le traité de paix lituano-soviétique de 1920, aussi connu comme le traité de paix de Moscou, est signé entre la Lituanie et la République socialiste fédérative soviétique de Russie le 12 juillet 1920. 
En échange de la neutralité de la Lituanie et la permission de déplacer librement ses troupes sur son territoire, la Russie soviétique, alors en guerre contre la Pologne, reconnaît la souveraineté de la Lituanie. 
Le traité détermine également les frontières orientales de la Lituanie. En 1920, pendant la guerre polono-lituanienne, alors que la Pologne revendique la région de Vilnius, la Lituanie soutient que le traité reconnaît officiellement la souveraineté de la Lituanie et détermine ainsi ses frontières.